# Hans Grobe
Hans Wilhelm Adolf Gustav Grobe (geboren 19. Juli 1899 in Hannover; gestorben 10. Oktober 1994 ebenda) war ein deutscher Kaufmann, Briefmarken-Prüfer, Auktionator, Verleger und Buchautor.

## Leben und Werk
Grobe war Mitbegründer der kurz nach dem Ersten Weltkrieg 1920 in der Stadt Hannover nach ihm benannten Firma Hans Grobe Album-Verlag G.m.b.H. mit anfänglichem Sitz in der Bleichenstraße 1. Gegenstand des Unternehmens waren zunächst „Herstellung und Vertrieb aller Gebrauchsgegenstände für Briefmarkensammler, insbesondere [...] von Briefmarken, Alben, Zeitschriften, Katalogen und dergleichen.“ Das Stammkapital - eingebracht wenige Jahre vor dem Höhepunkt der Deutschen Hyperinflation - betrug 21.000  Mark. Zu Beginn des Unternehmens leitete Grobe die Firma als alleiniger Geschäftsführer.

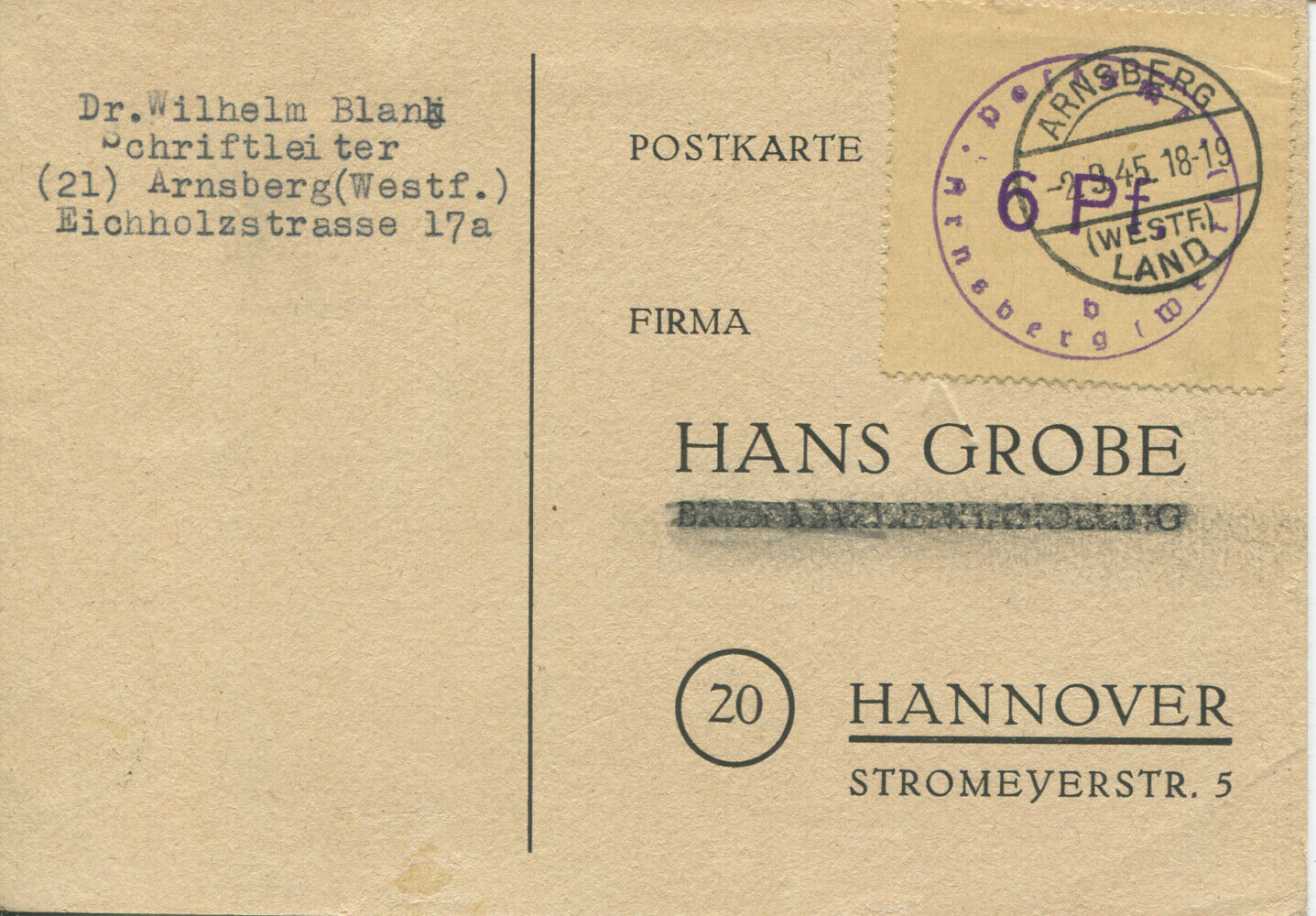
Antwortkarte an die Firma in der Stromeyerstraße 5, frankiert mit der Lokalausgabe Arnsberg Nummer 1 und postalisch gestempelt am 2. September 1945

Schon kurz nach dem Zweiten Weltkrieg konnte Grobe mit Genehmigung der Britischen Militärbehörden unter der Firmierung „Hans Grobe“ seine geschäftlichen Tätigkeiten wieder aufnehmen. 1945 unterhielt er in der durch die Luftangriffe auf Hannover fast zur Hälfte zerstörten Stadt seinen Geschäftssitz in der Stromeyerstraße 5, später in der Theaterstraße 7.
Hans Grobe war Mitglied des internationalen Prüferverbandes (AIEP), Spezialprüfer der klassischen Marken aller Länder, philatelistisch „Bundesprüfer für altdeutsche Staaten“ sowie Vereidigter Sachverständiger der Industrie- und Handelskammer Hannover. Er organisierte verschiedene national wie international beachtete Briefmarken-Ausstellungen. Zudem erwarb er sich „als Mäzen der organisierten Philatelie [...] große Verdienste.“ Der Briefmarken-Club Hannover von 1886 ernannte ihn zu seinem Ehrenmitglied.

## Schriften (Auswahl)
- Katalog der Poststempel des Königreichs Hannover mit Preisbewertung, 1. Auflage, 1928
- Gross-Deutschland Katalog 1939/40. Mit Netto-Verkaufspreisen, Hannover 1939
- Altdeutschland. Spezial-Katalog, Hannover 1953
  - Altdeutschland – Spezial-Katalog und Handbuch, von Hans Grobe, Hannover, 3. Auflage völlig neu bearbeitet und erweitert, Mainz: Oscar Schneider, 1963
- Deutsche Kolonien-Vorläufer. Spezial-Katalog, 1973

als Verleger:
- DNK Deutschland Briefmarken-Katalog, 1978
- Die Postmeisterscheine von Braunschweig und Hannover im Rahmen ihrer Postgeschichte, Hannover: Fachverlag Hans Grobe, 1981
- 195. Briefmarken-Versteigerung vom 4.10. bis zum 7.10.1987
- Richard Frick: Schiffspost im Nordsee- und Ostseeraum mit Anhang Deutsche Schiffs- und Seepost, Katastrophen-Post, Ozean Briefe – Radio Briefe, Hannover 1981

## Nachwirkungen

### Namensrechte Hans Grobe
Die Rechte an dem Firmennamen „Hans Grobe“ gingen an Volker Lange als Firmeninhaber über, der sich mit dem Unternehmen im Versteigerungsgewerbe engagiert. Die RLB Vermögens GmbH als Gesellschafterin der Tiergarten Auktionen Hannover GmbH (Stand: September 2022) überließ dieser den Namen Hans Grobe zwecks Versteigerung von Briefmarken und Münzen als Einzelstücke und in ganzen Sammlungen sowie zur Verwertung von Kunst und Antiquitäten.

### Hans-Grobe-Medaille
Der Briefmarken-Club Hannover von 1886 stiftete im Jahr 1993 in Abstimmung mit Grobes Familie die Hans-Grobe-Medaille. Die in Erinnerung an den Namensgeber gestiftete Medaille wird seitdem jährlich „für besondere Ausstellungserfolge auf nationaler (Rang 1) oder internationaler Ebene und/oder für außergewöhnliche, langjährige Verdienste um philatelistische oder postgeschichtliche Organisationen“ verliehen.